# II. Kristóf dán király
II. Kristóf vagy Kristóf Eriksson (1276. szeptember 29. – 1332. augusztus 2.) Dánia királya 1319 és 1326 között, illetve 1329-től haláláig.
Kristóf V. Erik dán király második fiaként született és 1319-ben bátyja, VI. Erik halála után került a trónra. Elődeihez hasonlóan az ő uralkodását is a monarchia és az egyház hatalmi vetélkedése kísérte végig. Még hercegként maga is szembefordult a királyi hatalommal. Bár a rendek jogait növelte, erőszakos természete miatt 1326-ban elűzték és helyére távoli rokonát, a gyermek III. Valdemárt tették meg királynak. 1329-ben visszakapta a trónját, megtette fiát, Eriket társuralkodónak, de 1332-ben újra elűzték. Még abban az évben meg is halt.

## Gyermekei
Felesége, Pomerániai Euphémia (1285 – 1330. július 26.), akivel 1300-ban házasodott össze, hat gyermeket szült férjének:
- Margit (1305 – 1340) ∞ V. Lajos bajor herceg (1315 – 1361)
- Erik társkirály (1307 – 1332)
- Ottó (1310 – 1347. után)
- Ágnes (? – 1312)
- Heilwig (1315 – ?)
- Valdemár (1321 – 1375. október 24.)

Ezen kívül ismerjük Kristóf törvénytelen gyermekét is:
- Regitze
- Erik